# La Frasnée

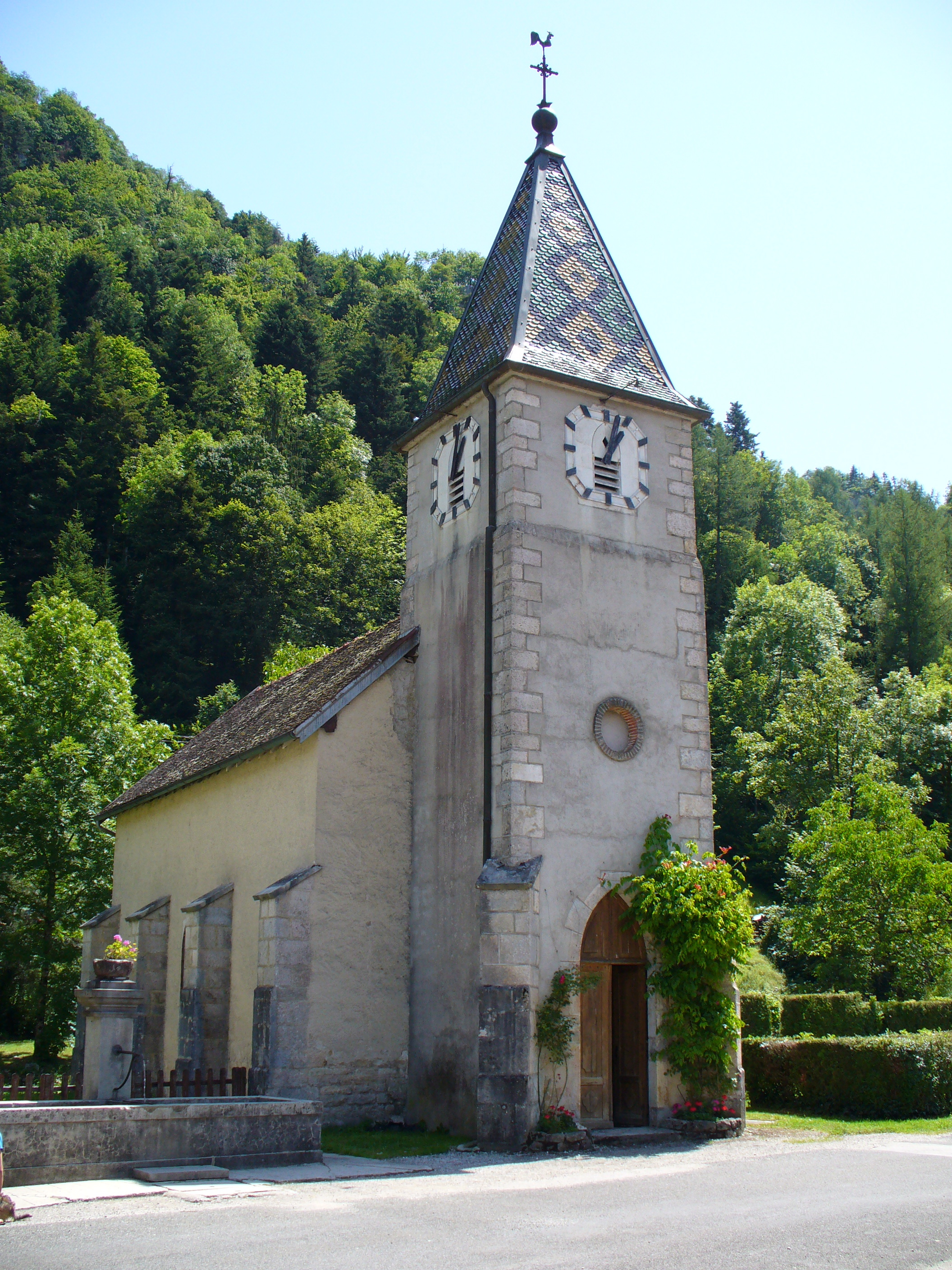
Église de La Frasnée

La Frasnée – miejscowość i gmina we Francji, w regionie Burgundia-Franche-Comté, w departamencie Jura.
Według danych na rok 1990 gminę zamieszkiwało 39 osób, a gęstość zaludnienia wynosiła 12 osób/km² (wśród 1786 gmin Franche-Comté La Frasnée plasuje się na 704. miejscu pod względem liczby ludności, natomiast pod względem powierzchni na miejscu 943.).